# Cmentarz żydowski w Czeladzi

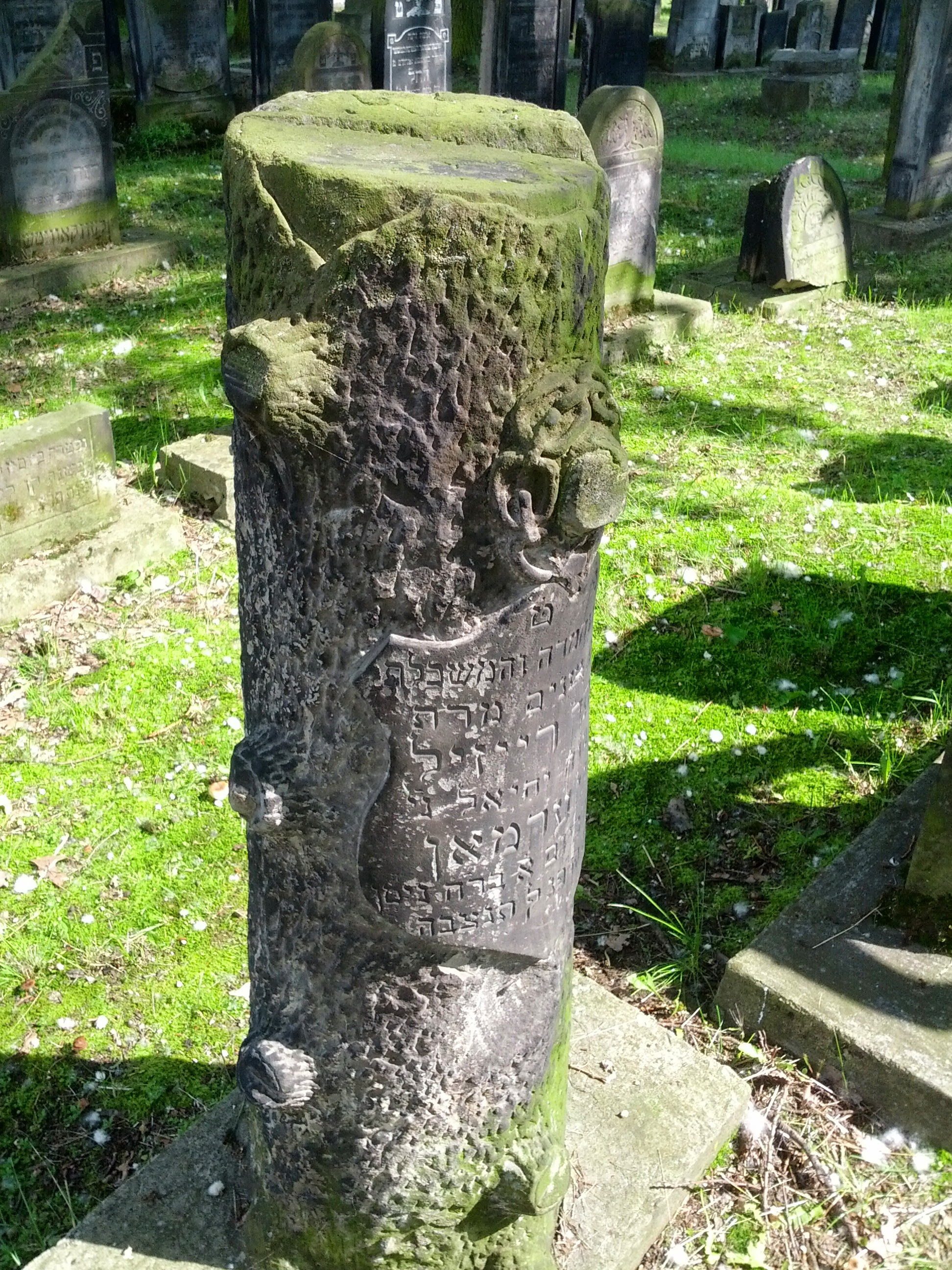
Nagrobek

Cmentarz żydowski w Czeladzi – został założony w 1880 roku i zajmuje powierzchnię 1,6 ha na której zachowało się około tysiąca nagrobków. Na terenie nekropolii znajduje się pomnik ofiar Holocaustu. Cmentarz znajduje się przy ul. Będzińskiej 64.